# Sikhara

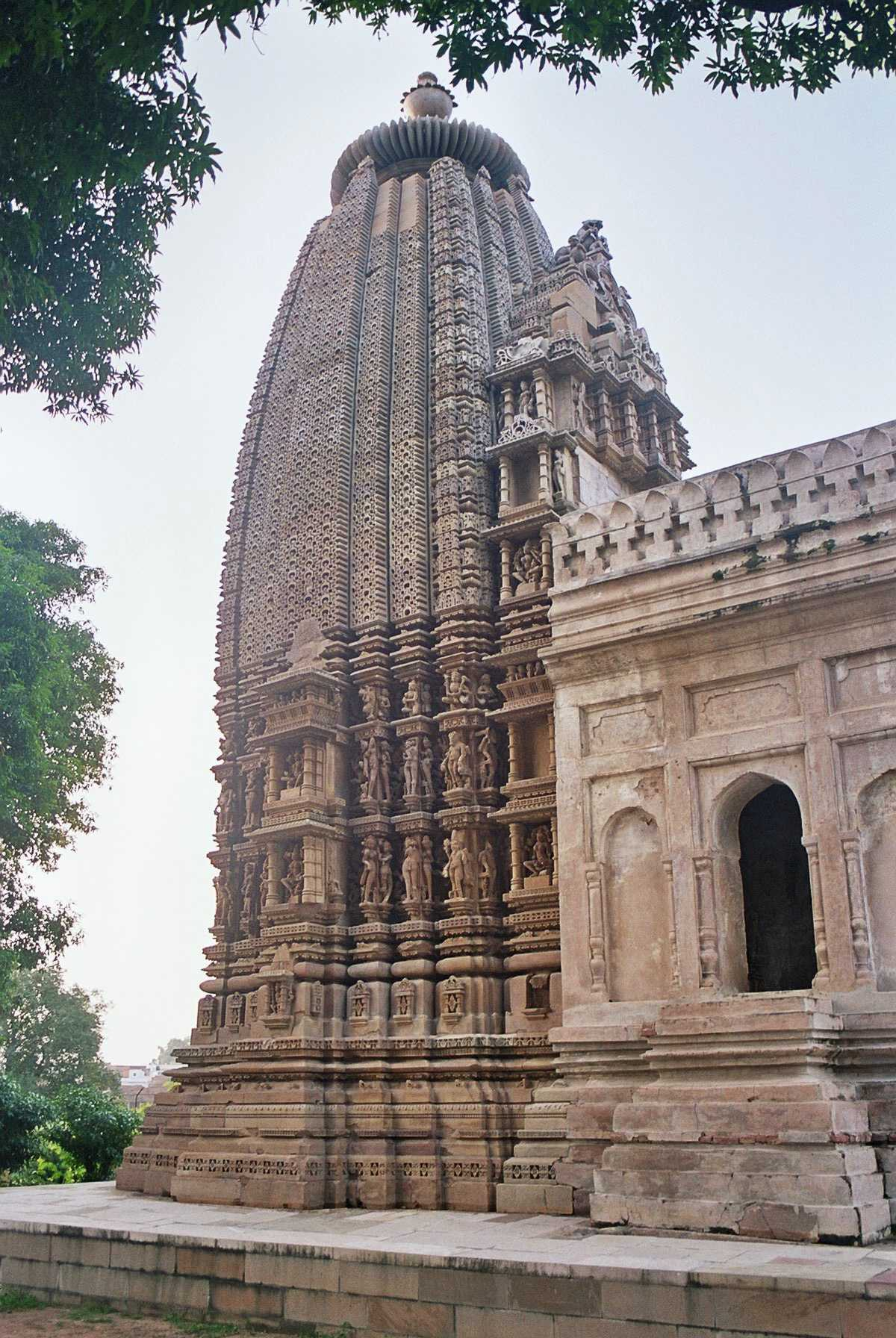
Shikhara di Adinath tempio giainista di Khajuraho, India.

Shikhara (Śikhara) é un termine sanscrito che significa "picco montuoso" e si riferisce alle torri dei templi indù dell'India del Nord. Le torri Shikhara sono costruite sul sancta sanctorum, dove la divinità dedicataria risulta più evidente e visibile in un tempio indù dell'India del nord.
Nell'India del Sud il termine equivalente a "shikhara" è "vimana".
Queste torri non devono essere confuse con le elaborate torri dei templi indiani del sud, chiamate "Gopuram" che sono le caratteristiche di spicco della maggior parte di quei templi.

## Stili principali
Tra i diversi stili di shikhara presenti nell'architettura indù dei templi, i tre più comuni sono:
- stile dravidico prevalente nel sud dell'India: lo shikhara ha padiglioni sempre più piccoli via via che si sale verso l'alto.[4] Lo stile è molto elaborato.
- stile nagara prevalente in ogni altra regione: lo shikhara ha la forma curvilinea di un alveare.
- stile vesara, una sintesi dei primi due, presente principalmente nel Karnataka e presente nell'architettura Hoysala e quindi nei templi Chalukya.

In ogni stile shikhara/vimana, le strutture culminano in un "Mandir kalash", un ricettacolo sacro in ottone dorato in cima alla torre.
Nello stile vesara la cupola tende ad essere altamente ornata ed emerge dal Sukanasa o è riccamente scolpita orizzontalmente.

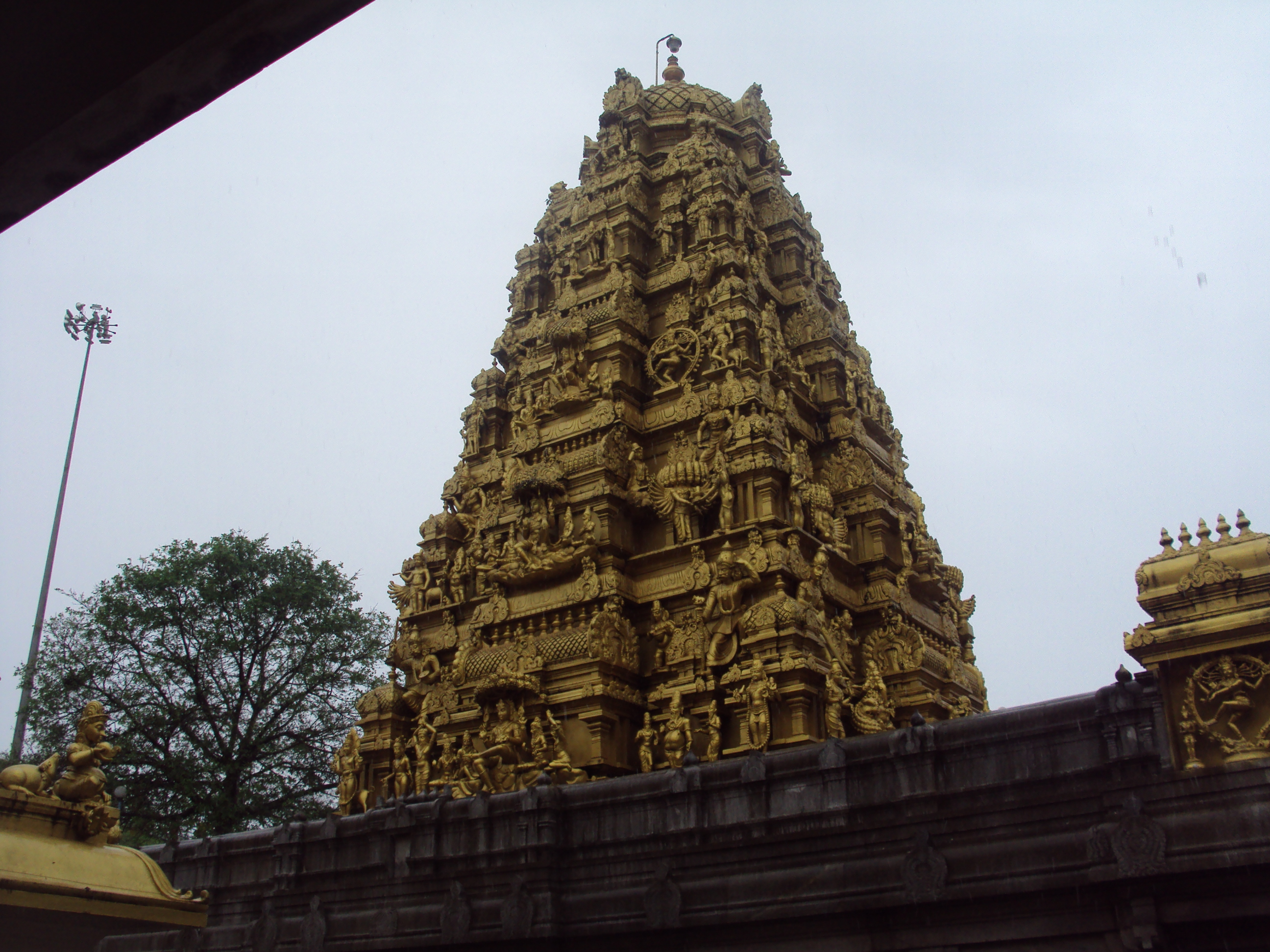
Shikhara dravidico nel tempio Murudeshwara
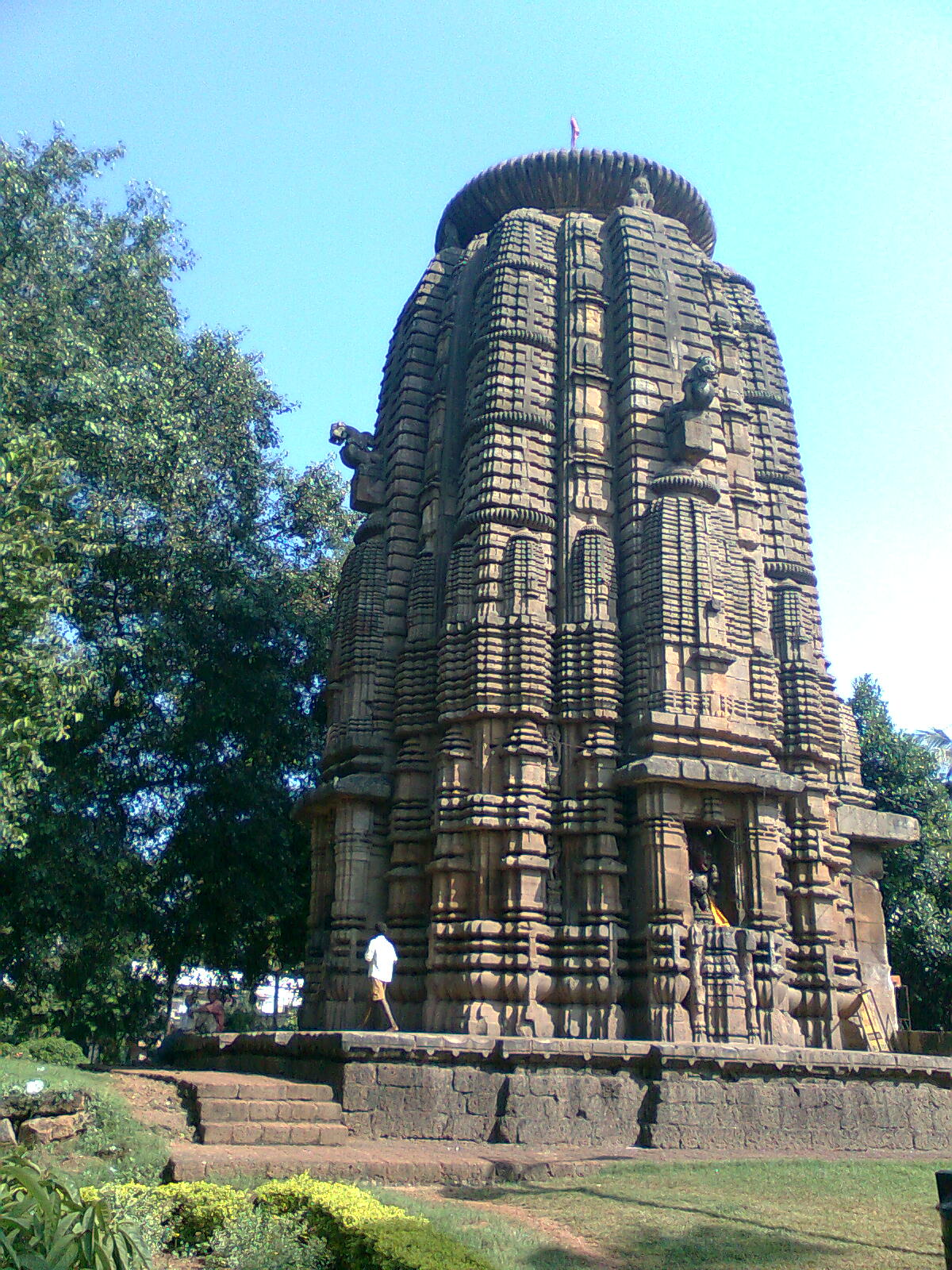
Nagara Shikhara del tempio Rameshwar a Bhubaneswar
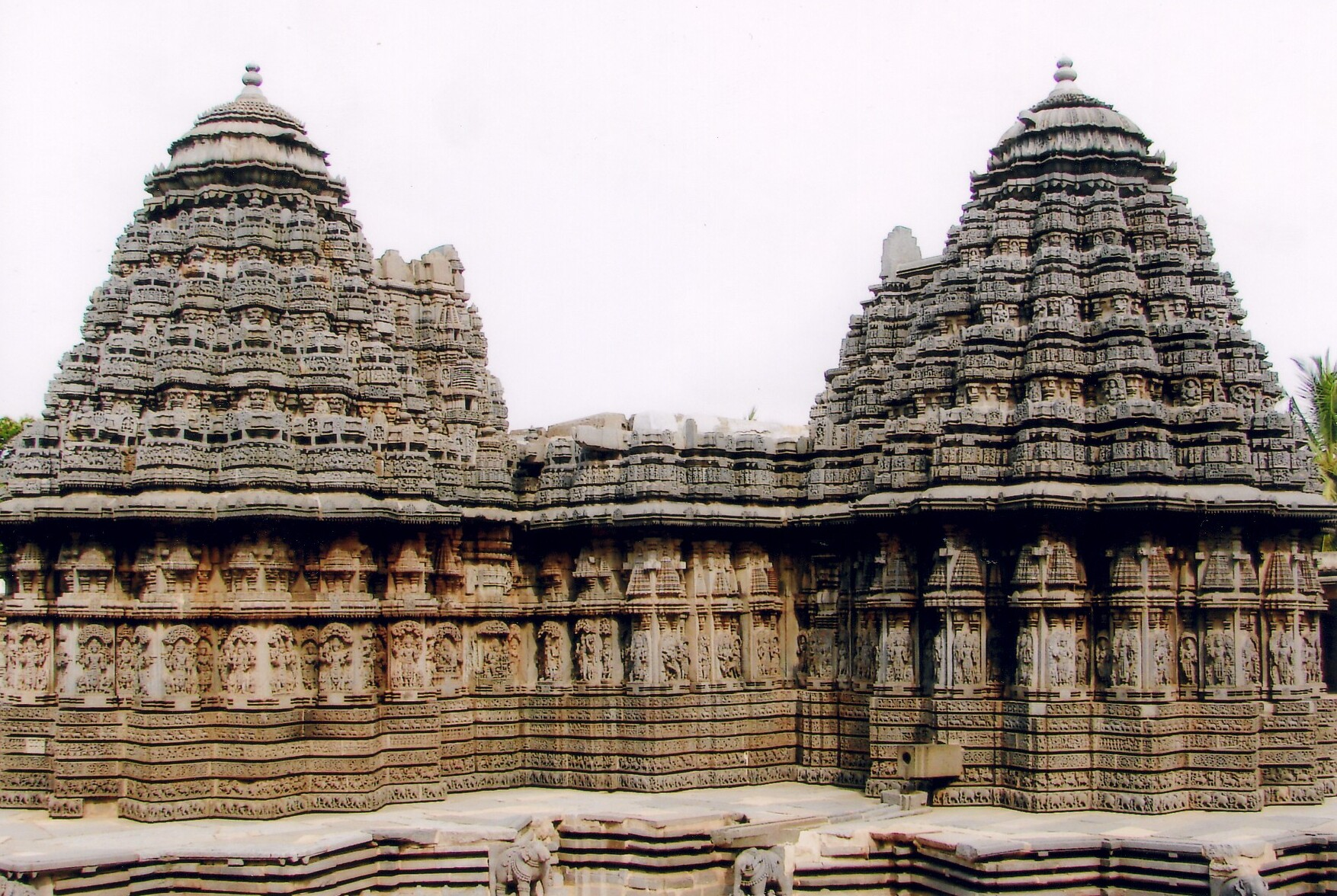
Stile vesara nel tempio Keshava, Somanathapura.

### Urushringa

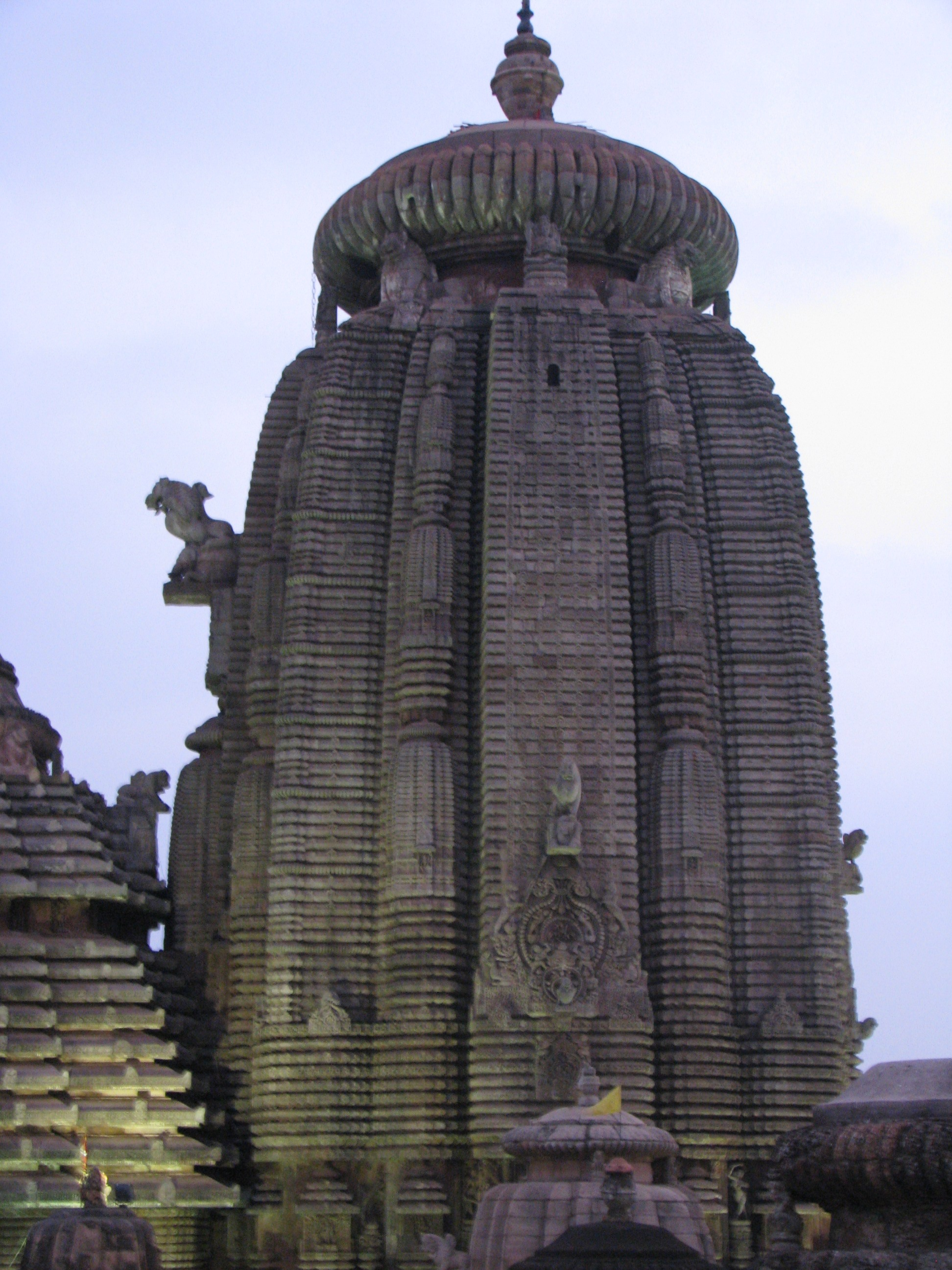
Shikhara omogeneo (ma con elementi di architettura Ratha) nel tempio Lingaraja a Bhubaneswar

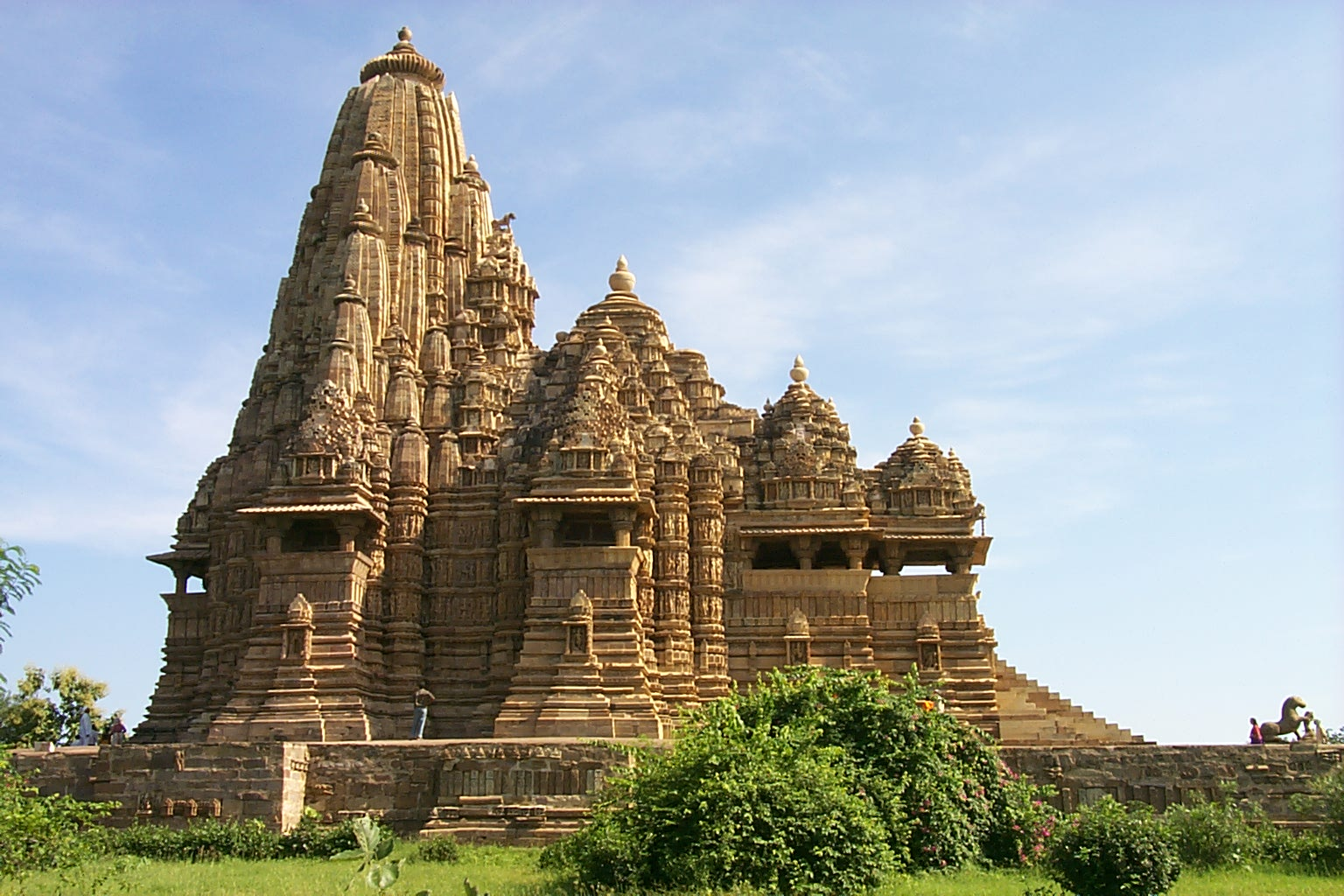
A sinistra Shikhara eterogeneo nel Tempio Kaṇḍāriyā Mahādeva a Khajuraho

In origine i shikhara erano omogenei, ma con il tempo, i shikhara secondari (a volte chiamati urushringa), più piccoli e più stretti, sono stati inseriti sui lati del shikhara principale: essi sono shikhara eterogenei.
Alcuni shikhara terziari si trovano, a volte, in prossimità delle estremità dei lati o negli angoli.
Uno dei più notevoli esempi di shikhara eterogeneo è quello del Tempio Kaṇḍāriyā Mahādeva di Khajuraho.